# Dowlī Khānvān
Dowlī Khānvān (persiska: دولی خانوان) är en ort i Iran.   Den ligger i provinsen Västazarbaijan, i den nordvästra delen av landet, 500 km väster om huvudstaden Teheran. Dowlī Khānvān ligger 1 279 meter över havet och antalet invånare är 253.
Terrängen runt Dowlī Khānvān är kuperad åt nordost, men åt sydväst är den bergig. Dowlī Khānvān ligger nere i en dal. Runt Dowlī Khānvān är det ganska tätbefolkat, med 80 invånare per kvadratkilometer. Närmaste större samhälle är Vāvān, 12,7 km öster om Dowlī Khānvān. Trakten runt Dowlī Khānvān består i huvudsak av gräsmarker.